# Mary Berry (scrittrice 1763)
Mary Berry (North Yorkshire, 16 marzo 1763 – 20 novembre 1852) è stata una scrittrice inglese.

## Biografia
Berry nacque a Kirkbridge, nel North Yorkshire, il 16 marzo 1763. Sua sorella minore Agnes, che si dimostrò la più vicina confidente di Maria durante la sua vita, nacque quattordici mesi dopo, il 29 maggio 1764.
Loro padre, Robert Berry, era il nipote di un mercante scozzese di successo di nome Ferguson. Nel 1762 sposò una sua lontana cugina, una certa Miss Seaton, che morì nel 1767, durante il parto del terzo figlio, deceduto con lei, dopo aver dato alla luce le figlie Mary e Agnes.
Dopo la morte della madre, le due ragazze furono curate dalla nonna, Mrs. Seaton, ad Askham, nello Yorkshire.
Alla morte dello zio Ferguson, Robert e suo fratello William ricevettero un'interessante, sebbene non enorme, eredità, che permise a Robert di occuparsi dell'educazione delle figlie facendole viaggiare in Francia e in Italia. Proprio qui Mary iniziò a scrivere Journals and Correspondence, a Firenze nel 1783, sebbene non ne abbia completato la scrittura che 70 anni dopo. Il primo viaggio in Italia si svolse dall'ottobre 1783 alla fine di giugno 1784, dopo aver visitato con il padre e la sorella anche Paesi Bassi, Belgio e Svizzera.
Il loro grand tour si concluse con il rientro in Inghilterra nel giugno 1786, dopo aver visitato la Francia.
Mary incontrò il generale Charles O'Hara, governatore di Gibilterra, in occasione nel 1784 in Italia, e i due si fidanzarono prima che egli lasciasse l'Inghilterra per Gibilterra nel novembre 1795. Mary era stata riluttante a lasciare immediatamente l'Inghilterra come sua sposa. Ciò portò al loro progressivo allontanamento e alla rottura del fidanzamento alla fine di aprile 1796.
Nel 1802 Mary partì nuovamente per la Francia e, durante il suo soggiorno a Parigi, fu presentata a Napoleone nel palazzo delle Tuileries. Rientrata in Francia con la sorella e il padre più avanti nel corso dell'anno, andò a Nizza, in Svizzera e in Germania, tornando in Inghilterra nel settembre 1803.

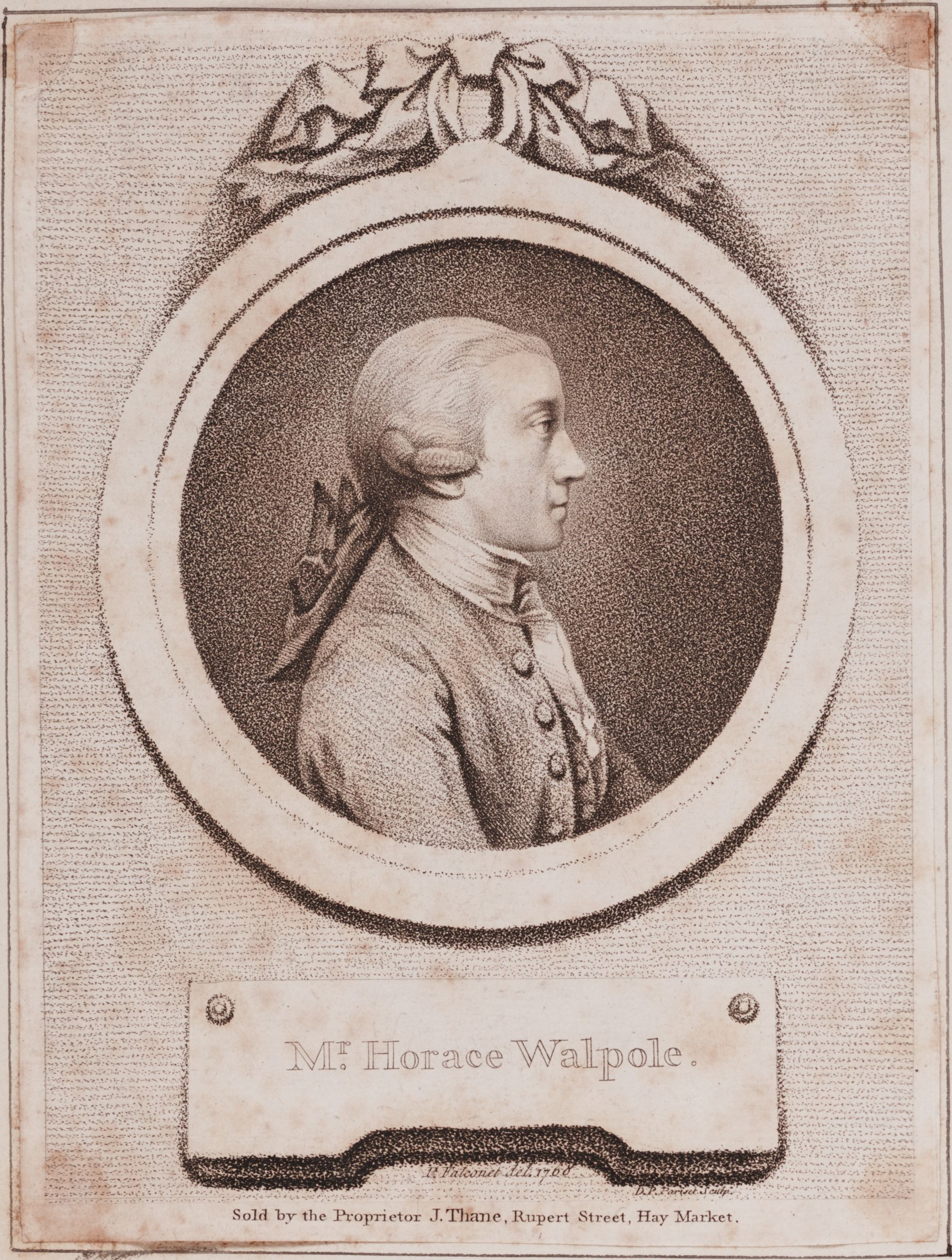
Ritratto del giovane Horace Walpole (1768), D.P. Pariset (1740) [sculp.] da Pierre-Étienne Falconet [del.

Durante la sua vita Berry soffrì di una sola malattia grave, un attacco quasi fatale di febbre biliare nel 1825. Morì di vecchiaia verso la mezzanotte del 20 novembre 1852, all'età di 90 anni. Sua sorella Agnes era morta nel gennaio dello stesso anno. Entrambe sono sepolte nel cimitero della chiesa di San Pietro, Petersham.

## L'amicizia con Horace Walpole
Nell'inverno del 1787, in occasione di un ricevimento, Berry e sua sorella Agnes conoscono Horace Walpole, che all'epoca aveva 70 anni, con il quale approfondiranno l'amicizia nel corso dell'anno successivo. Una lettera che lo stesso Horace scrisse nell'ottobre del 1788 raccontava come "in quel momento si era arreso volontariamente ai loro incantesimi incontrandole a casa della sua amica Lady Herries, moglie del banchiere di St. James's Street". Walpole sviluppò una profonda passione per le due ragazze, riempiendole di affetto e complimenti. Nelle sue lettere, Walpole parlava di entrambe in termini affettuosi ed ammirati, ed arrivò a scrivere libri esclusivamente per il loro diletto, come le Reminiscences of the Courts of George I and II (1789). Fece stabilire le sorelle a Teddington nel 1789, e due anni dopo, nel 1791, le convinse a trasferirsi a Little Strawberry Hill, una casa precedentemente nota come Cliveden, dimora della sua amica ed attrice Kitty Clive, dove vissero per molti anni.
George Walpole, il nipote di Horace, morì nel 1791 e i suoi titoli e proprietà furono passati allo zio, che divenne il quarto conte di Orford. "Esiste una tradizione tramandata da Lord Lansdowne", afferma l'Edinburgh Review, "che lui [Walpole] era pronto a formalizzare la cerimonia del matrimonio con una delle due sorelle, così da consolidare il loro status sociale e conferire grado nobiliare alla famiglia - aveva il potere di addebitare alla proprietà di Orford una liquidazione di 2.000£ all'anno". Ciò tuttavia non avvenne.
Walpole morì il 2 marzo 1797 e lasciò ad entrambe le donne £ 4.000 e Little Strawberry Hill House, dove vivevano. Lasciò in eredità a Robert, Mary e Agnes Berry le sue opere stampate e una scatola contenente manoscritti, da pubblicare a loro discrezione.

## Opere letterarie

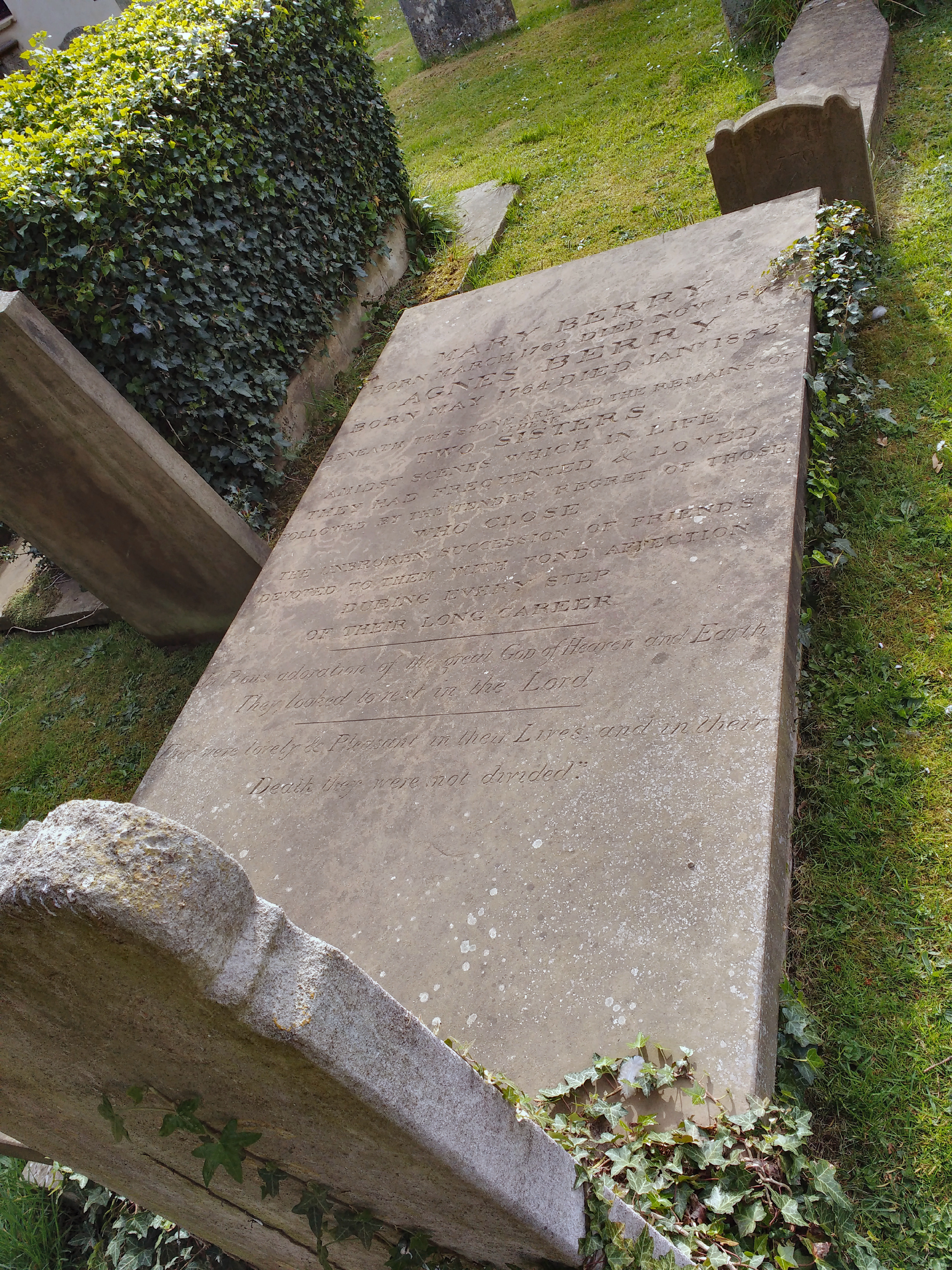
La lapide di Mary e Agnes, St Peter's Church, Petersham

Nel 1798, Mary pubblicò i cinque volumi delle Opere di Horace Walpole, dai manoscritti da lui lasciati alla famiglia Berry. Pubblicizzò l'opera come curata da suo padre Robert, ma in realtà Mary eseguì la maggior parte dell'opera, tranne un breve passaggio nella prefazione che la nomina.
Mary scrisse successivamente una commedia in cinque atti intitolata Fashionable Friends sotto il nome di Walpole. Berry, suo padre e sua sorella si esibirono allo spettacolo alla Strawberry Hill, la residenza di Walpole, fino a quando lo spettacolo venne spostato al Drury Lane Theatre nel maggio 1802. Lo spettacolo venne bloccato dopo tre serate a causa della sua dubbia morale.
Altre opere da lei pubblicate includono The Mysterious Mother di Walpole e un'altra sua opera teatrale, una farsa chiamata The Martins, inserita in un elenco dei suoi scritti, che non è mai stata prodotta né stampata né sul palco.
Nel 1810, Mary Berry pubblicò quattro volumi delle lettere di Madame du Deffand a Horace Walpole, scritte tra il 1766 e il 1780, con suo commento, così come quelle che De Deffand scrisse a Voltaire tra il 1759 e il 1775. Per questo lavoro ricevette 200£.
Il 18 maggio 1817, Robert Berry morì, lasciando le figlie con pochissime entrate. Nel 1819, Mary Berry pubblicò Some Account of the Life of Rachel Wriothesley, Lady Russell, followed by a series of Letters from Lady Russell to her husband, Lord William Russell, from 1672 to 1682, together with some Miscellaneous Letters to and from Lady Russell. L'opera è stata pubblicata dagli originali, di proprietà del Duca del Devonshire.
Berry pubblicò il primo volume della sua opera più famosa, A Comparative View of the Social Life of England and France from the Restoration of Charles the Second to the French Revolution, nel 1828; il secondo volume, Social Life in England and France from the French Revolution in 1789 to that of July 1830, venne pubblicato nel marzo 1831. Fu ristampato come un insieme raccolto nell'edizione completa delle sue opere del 1844, con un nuovo titolo, IEngland and France: a comparative View of the Social Condition of both Countries insieme a Fashionable Friends e ai suoi altri scritti.
Una raccolta di opere e lettere di Berry fu pubblicata postuma nel 1865, intitolata Extracts from the Journals and Correspondence of Miss Berry from 1783 to 1852, a cura di Lady Theresa Lewis.